# Márcia Malsar
Márcia Malsar és una ex atleta paralímpica brasilera, medallista d'or, plata i bronze en els Jocs Paralímpics d'estiu de 1984 a Nova York i Stoke Mandeville als Estats Units d'Amèrica i al Regne Unit. També va ser medalla d'argent en 1988, quan l'esdeveniment va tenir lloc a Seül (Corea del Sud). Va ser la primera medallista d'or brasilera en els Jocs Paralímpics, quan va guanyar l'or en els 200 metres en 1984.
En la Cerimònia d'inauguració dels Jocs Paralímpics d'estiu de 2016 a Rio de Janeiro, Márcia va participar en el relleu de la torxa olímpica a l'Estadi Maracanã i va protagonitzar un dels moments més emotius de la inauguració. Malsar, que caminava recolzada en un bastó a causa de la pluja i la seva dificultat per moure, va deixar caure la torxa i després ella també va caure a terra. Es va aixecar i va completar el seu camí amb molts aplaudiments dels presents.

## Palmarés esportiu
| Any   | Esdeveniment             | Lloc      | País          | Prova                               | Temps   | Resultat |
| ----- | ------------------------ | --------- | ------------- | ----------------------------------- | ------- | -------- |
| 1984  | Jocs Paralímpics de 1984 | Nova York | Estats Units  | 200 metres classe C6                | 0:34.83 | Or       |
| 1984  | Jocs Paralímpics de 1984 | Nova York | Estats Units  | 1000 metres Cross Country classe C6 | 5:50.0  | Argent   |
| 1984  | Jocs Paralímpics de 1984 | Nova York | Estats Units  | 60 metres classe C6                 | 0:10.60 | Bronze   |
| 1988  | Jocs Paralímpics 1988    | Seül      | Corea del Sud | 100 metres classe C6                | 0:16.06 | Argent   |
| Refs. |                          |           |               |                                     |         |          |